# Johann Michael Voltz

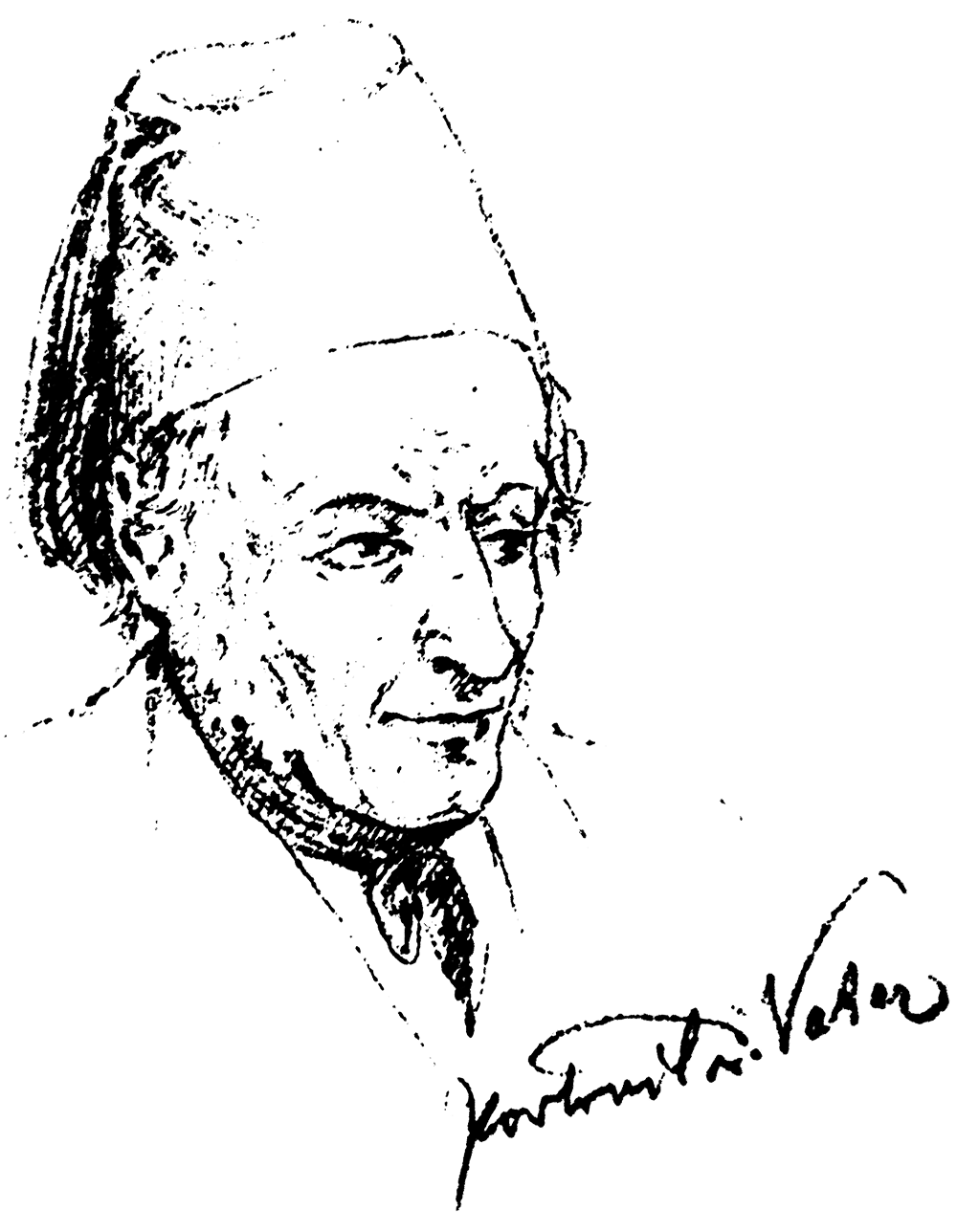
Johann Michael Voltz, Selbstbildnis, um 1840

Johann Michael Voltz (* 16. Oktober 1784 in Nördlingen; † 17. April 1858 ebenda) war ein Grafiker und Maler.

## Leben
Voltz wurde als Sohn eines Schullehrers geboren. Er ging bei dem Kupferstecher und Kunsthändler Friedrich Weber in Augsburg in die Lehre. Seine zeichnerischen und druckgraphischen Kenntnisse vermittelte ihm jedoch der Hofmaler Schmidt. Nach dem Ende seiner Ausbildung wurde er Angestellter der Akademischen Buchhandlung Herzberg in Augsburg, für die er populäre Druckgraphik schuf. Nach einem Aufenthalt 1808 in München trat Voltz 1809 in den Bilderbogen-Verlag Friedrich Campe in Nürnberg ein, für den er bis zu seinem Tod arbeitete. Insgesamt umfasst Voltz’ Œuvre etwa 5000 Zeichnungen und Radierungen, die er für Campe und andere Kunstverlage (Augsburg: F. Ebner, Herzberg, Jenisch & Stage, Rollwagen, Wilhelm, Zauna; Nürnberg: Abel-Klinger, Raspe, Renner, Schrag; u. a.) schuf.
Voltz’ Schwerpunkt lag in Schlachtendarstellungen und anderen zeitgeschichtlichen Ereignisbildern. Er illustrierte Ereignisse der napoleonischen Kriege seit 1805, Befreiungskriege, der antijüdischen Hep-Hep-Krawalle 1819, sogar des griechischen Freiheitskampfes. Daneben zeichnete er Historien („Luther auf dem Reichstag zu Worms“) und Genrebilder. Bekannt wurde Voltz als einer der wenigen deutschen politischen Karikaturisten des frühen 19. Jahrhunderts. Seine gegen Napoleon Bonaparte gerichteten Karikaturen werden noch im 21. Jahrhundert in Geschichtsbüchern abgebildet. Voltz illustrierte auch eine Ausgabe der antisemitischen Theaterposse Jakobs Kriegszeiten von Karl Borromäus Alexander Sessa. Des Weiteren schuf er „5 Bilderbogen lehrhaften Inhalts“, die sich mit der Verwendung der Wolle, dem Forst und dessen Nutzung, dem Rind und seiner Verwertung, Kaninchen und deren Futtervorlieben oder den Freuden und Leiden des Winters befassten und im Münchener Bilderbogen erschienen. Sie wurden 1914 in einer Versteigerung angeboten.
Voltz ist der Vater des Tier- und Landschaftsmalers Johann Friedrich Voltz und des Malers Prof. Ludwig Gustav Voltz.